# Records d'Israël d'athlétisme

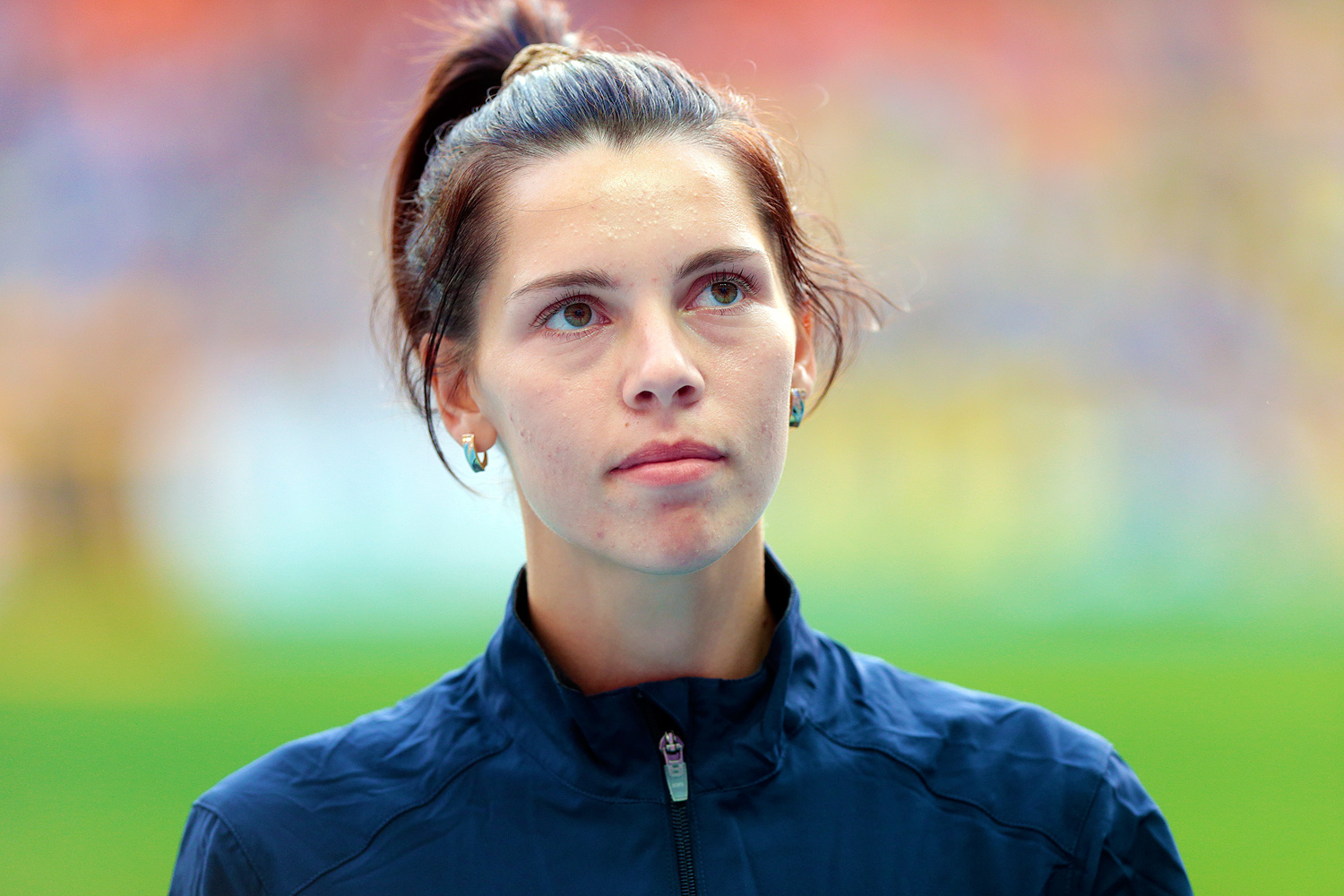
Hanna Knyazyeva-Minenko détient les records d'Israël du saut en longueur et du triple saut.

Les records d'Israël d'athlétisme sont les meilleures performances réalisées par des athlètes israéliens et homologuées par l'Association israélienne d'athlétisme (IAA).

## Records d'Israël

### Hommes
| Épreuve              | Record | Athlète                                                                         | Date              | Compétition                                   | Lieu                | Réf.   |
| -------------------- | --- | ------------------------------------------------------------------------------- | ----------------- | --------------------------------------------- | ------------------- | ------ |
| 100 m                | 10 s 20 (-0,6 m/s) | Aleksandr Porkhomovskiy                                                         | 21 août 1999      | Championnats du monde                         | Séville             |        |
| 100 m                | 10 s 20 (+1,7 m/s) | Blessing Afrifah                                                                | 21 mai 2023       | Championnats Hapoël                           | Tel Aviv            |        |
| 100 m                | 10 s 20 (+1,6 m/s) | Blessing Afrifah                                                                | 9 mai 2024        | Championnats Hapoël                           | Jérusalem           |        |
| 200 m                | 19 s 96 (-1,0 m/s) | Blessing Afrifah                                                                | 4 août 2022       | Championnats du monde U20                     | Cali                | [ 1 ]  |
| 400 m                | 45 s 04 | Donald Sanford                                                                  | 19 juillet 2015   | Mémorial Znamenskiy                           | Joukovski           | [ 2 ]  |
| 800 m                | 1 min 47 s 18 | Noam Mamu                                                                       | 19 juin 2024      |                                               | Nembro              |        |
| 1 500 m              | 3 min 40 s 64 | Jonathan Carmin                                                                 | 3 mai 2024        |                                               | Fayetteville        |        |
| Mile                 | 4 min 3 s 40 | Ronnie Maoz                                                                     | 20 août 1984      |                                               | Hambourg            |        |
| 3 000 m              | 7 min 51 s 40 | Yossef Gezachw                                                                  | 15 juillet 2009   |                                               | Naimette-Xhovémont  |        |
| 5 000 m              | 13 min 31 s 45 | Yossef Gezachw                                                                  | 18 juillet 2009   | KBC Night of Athletics                        | Heusden-Zolder      |        |
| 10 000 m             | 27 min 33 s 99 | Tadesse Getahon                                                                 | 20 mai 2023       | Night of the 10,000m PB’s                     | Londres             | [ 3 ]  |
| 5 km                 | 13 min 44 s | Tadesse Getahon                                                                 | 7 janvier 2021    |                                               | Tel Aviv            |        |
| 10 km                | 28 min 12 s | Tadesse Getahon                                                                 | 14 janvier 2024   |                                               | Valence             |        |
| Semi-marathon        | 1 h 00 min 47 s | Tadesse Getahon                                                                 | 15 septembre 2024 | Semi-marathon de Copenhague                   | Copenhague          |        |
| Marathon             | 2 h 04 min 53 s | Gashau Ayale                                                                    | 18 février 2024   | Marathon de Séville                           | Séville             | [ 4 ]  |
| Marathon             | 2 h 04 min 44 s | Maru Teferi                                                                     | 1er décembre 2024 | Marathon de Valence                           | Valence             | [ 5 ]  |
| 110 m haies          | 13 s 85 (0,0 m/s) | Michael Illin                                                                   | 10 juin 2007      |                                               | Bucarest            |        |
| 400 m haies          | 49 s 87 | Aleksey Bazarov                                                                 | 11 septembre 1991 |                                               | Coblence            |        |
| 3 000 m steeple      | 8 min 24 s 14 | Itai Maggidi                                                                    | 4 juillet 2008    |                                               | Longeville-lès-Metz |        |
| Saut en hauteur      | 2,36 m | Konstantin Matusevich                                                           | 5 février 2000    |                                               | Perth               |        |
| Saut à la perche     | 5,93 m | Aleksandr Averbukh                                                              | 19 juillet 2003   |                                               | Madrid              |        |
| Saut en longueur     | 7,99 m (+1,1 m/s) | Yochai Halevi                                                                   | 15 mai 2010       |                                               | Tel Aviv            | [ 6 ]  |
| Triple saut          | 17,20 m (+0,9 m/s) | Rogel Nachum                                                                    | 6 juin 1992       |                                               | Séville             |        |
| Triple saut          | 17,20 m (+1,6 m/s) | Rogel Nachum                                                                    | 19 juillet 1998   | Championnats d'Israël                         | Tel Aviv            |        |
| Lancer du poids      | 19,36 m | Itamar Levi                                                                     | 27 janvier 2018   | ASU Invitational                              | Jonesboro           | [ 8 ]  |
| Lancer du disque     | 62,24 m | Igor Avrunin                                                                    | 1er juin 1991     |                                               | Tel Aviv            |        |
| Lancer du marteau    | 65,70 m | Igor Giller                                                                     | 6 mai 1995        |                                               | Tel Aviv            |        |
| Lancer du javelot    | 81,94 m | Vadim Bavikin                                                                   | 8 juin 2004       |                                               | Saragosse           |        |
| Décathlon            | 7 343 pts | Ariel Atias                                                                     | 14 mai 2022       | Championnats de la Missouri Valley Conference | Des Moines          | [ 9 ]  |
| Décathlon            | 11 s 35 (+1,7 m/s) (100 m), 7,01 m (-0,9 m/s) (longueur), 14,46 m (poids), 1,93 m (hauteur), 52 s 20 (400 m) / 15 s 59 (+0,6 m/s) (110 m haies), 41,89 m (disque), 4,60 m (perche), 61,15 m (javelot), 5 min 10 s 29 (1 500 m) |                                                                                 |                   |                                               |                     |        |
| 20 km marche (route) | 1 h 23 min 01 s | Vladimir Ostrovskiy                                                             | 15 février 1992   |                                               | Ein Gedi            |        |
| 50 km marche (route) | 4 h 17 min 07 s | Shaul Ladany                                                                    | 2 juillet 1972    |                                               | Marcinelle          |        |
| 4 × 100 m            | 38 s 81 | Équipe nationale Rafel Yaar Gideon Jablonka Tommy Kafri Aleksandr Porkhomovskiy | 28 août 1999      | Championnats du monde                         | Séville             |        |
| 4 × 400 m            | 3 min 8 s 78 | Équipe nationale Dustin Emrani Donald Sanford Ruben Majola Yuriy Shapsai        | 3 juin 2012       | Festival européen d'athlétisme                | Bydgoszcz           | [ 10 ] |

### Femmes
| Épreuve              | Record | Athlète                                                                 | Date             | Compétition                              | Lieu              | Réf.   |
| -------------------- | --- | ----------------------------------------------------------------------- | ---------------- | ---------------------------------------- | ----------------- | ------ |
| 100 m                | 11 s 06 (+1,2 m/s) | Diana Vaisman                                                           | 3 juillet 2022   | Résisprint                               | La Chaux-de-Fonds | [ 11 ] |
| 200 m                | 23 s 15 (+2,0 m/s) | Irina Lenskiy                                                           | 23 juin 2002     | Coupe d'Europe des nations Second League | Belgrade          |        |
| 400 m                | 52 s 06 | Anna Tkach                                                              | 24 août 2003     | Championnats du monde                    | Saint-Denis       | [ 12 ] |
| 800 m                | 2 min 02 s 59 | Shanie Landen                                                           | 18 juin 2024     |                                          | Oslo              |        |
| 1 500 m              | 4 min 9 s 36 | Sivan Auerbach                                                          | 26 mai 2024      |                                          | Bruxelles         |        |
| Mile                 | 4 min 46 s 1 | Anat Meiri                                                              | 5 août 1980      |                                          | Tel Aviv          |        |
| 3 000 m              | 8 min 42 s 88 | Lonah Chemtai Salpeter                                                  | 18 août 2018     | Birmingham Grand Prix                    | Birmingham        | [ 13 ] |
| 5 000 m              | 14 min 53 s 43 | Selamawit Teferi                                                        | 30 juillet 2021  | Jeux olympiques                          | Tokyo             | [ 14 ] |
| 10 000 m             | 30 min 46 s 37 | Lonah Chemtai Salpeter                                                  | 15 août 2022     | Championnats d'Europe                    | Munich            |        |
| Heure                | 18,571 m | Lonah Chemtai Salpeter                                                  | 4 septembre 2020 | Mémorial Van Damme                       | Bruxelles         | [ 15 ] |
| Semi-marathon        | 1 h 06 min 09 s | Lonah Chemtai Salpeter                                                  | 6 avril 2019     | Semi-marathon de Prague                  | Prague            | [ 16 ] |
| Marathon             | 2 h 17 min 45 s | Lonah Chemtai Salpeter                                                  | 1er mars 2020    | Marathon de Tokyo                        | Tokyo             | [ 17 ] |
| 100 m haies          | 12 s 80 (+1,0 m/s) | Irina Lenskiy                                                           | 7 juillet 2002   |                                          | Réthymnon         |        |
| 400 m haies          | 56 s 09 | Irina Lenskiy                                                           | 18 juin 2000     |                                          | Kiev              |        |
| 3 000 m steeple      | 9 min 29 s 74 | Adva Cohen                                                              | 12 août 2018     | Championnats d'Europe                    | Berlin            |        |
| Saut en hauteur      | 1,94 m | Danielle Frenkel                                                        | 5 mars 2011      | Championnats d'Europe en salle           | Paris             | [ 19 ] |
| Saut à la perche     | 4,35 m | Naama Bernstein                                                         | 3 février 2021   |                                          | Ostrava           |        |
| Saut en longueur     | 6,52 m (+0,4 m/s) | Hanna Knyazyeva-Minenko                                                 | 17 juillet 2014  | Championnats d'Israël                    | Tel Aviv          | [ 21 ] |
| Triple saut          | 14,78 m (-0,1 m/s) | Hanna Knyazyeva-Minenko                                                 | 24 août 2015     | Championnats du monde                    | Pékin             | [ 22 ] |
| Lancer du poids      | 17,22 m | Anastasia Muchkaev                                                      | 28 avril 2012    |                                          | Tel Aviv          | [ 23 ] |
| Lancer du disque     | 59,92 m | Sivan Jean                                                              | 16 février 2008  |                                          | Tel Aviv          |        |
| Lancer du marteau    | 61,78 m | Margarita Belov                                                         | 15 avril 2017    |                                          | Tel Aviv          |        |
| Lancer du javelot    | 64,56 m | Marharyta Dorozhon                                                      | 11 juin 2015     |                                          | Oslo              |        |
| Heptathlon           | 6 031 pts | Svetlana Gnezdilov                                                      | 12–13 août 2003  |                                          | Tel Aviv          |        |
| Heptathlon           | 13 s 26 (+1,9 m/s) (100 m haies), 1,68 m (hauteur), 12,38 m (poids), 24 s 28 (0,0 m/s) (200 m) / 6,31 m (+1,1 m/s) (longueur), 34,92 m (javelot), 2 min 10 s 39 (800 m) |                                                                         |                  |                                          |                   |        |
| 20 km marche (route) | 1 h 40 min 12 | Yulia Kotler                                                            | 29 juillet 1999  |                                          | Tel Aviv          |        |
| 4 × 100 m            | 44 s 79 | Équipe nationale Gal Kadmon Diana Vaisman Olga Lenskay Ilana Dorfman    | 24 août 2019     | Meeting de Paris 2019                    | Paris             |        |
| 4 × 400 m            | 3 min 32 s 99 | Équipe nationale Irina Lenskiy Svetlana Gnezdilov Anat Morad Anna Tkach | 30 août 2003     | Championnats du monde                    | Saint-Denis       | [ 24 ] |

## Salle

### Hommes
| Discipline       | Performance    | Athlète                 | Compétition                         | Lieu            | Date               | Réf. |
| ---------------- | -------------- | ----------------------- | ----------------------------------- | --------------- | ------------------ | ---- |
| 60 m             | 6 s 68         | Aleksandr Porkhomovskiy | Samara Governor Cup                 | Samara          | 21 février 1999    |      |
| 200 m            | 21 s 37        | Tommy Kafri             | Championnats d'Europe en salle      | Valence         | 28 février 1998    |      |
| 400 m            | 46 s 46        | Donald Sanford          | David Hemery Valentine Invitational | Boston          | 8 février 2014     |      |
| 800 m            | 1 min 49 s 69  | Noam Mamu               |                                     | Apeldoorn       | 27 janvier 2024    |      |
| 1 500 m          | 3 min 47 s 85  | Itai Maggidi            |                                     | Clemson         | 25 février 2005    |      |
| 3 000 m          | 7 min 53 s 46  | Derebe Ayele            |                                     | Metz            | 3 février 2024     |      |
| 5 000 m          | 13 min 45 s 52 | Matan Ivri              |                                     | Boston          | 7 décembre 2024    |      |
| 60 m haies       | 7 s 86         | Dor Hayon               |                                     | Bratislava      | 28 janvier 2024    |      |
| Saut en hauteur  | 2,31 m         | Konstantin Matusevich   | Championnats d'Europe en salle      | Stockholm       | 10 février 1996    |      |
| Saut à la perche | 5,86 m         | Aleksandr Averbukh      | XL Galan                            | Stockholm       | 15 février 2001    |      |
| Saut en longueur | 7,78 m         | Aviram Shwarzbard       |                                     | Charlottesville | 22 avril 2022      |      |
| Triple saut      | 16,93 m        | Rogel Nachum            | Championnats d'Europe en salle      | Valence         | 1er mars 1998      |      |
| Lancer du poids  | 19,36 m        | Itamar Levi             | ASU Invitational                    | Jonesboro       | 27 janvier 2018    |      |
| Heptathlon       | 5 680 points   | Etamar Bhastekar        |                                     | Fayetteville    | 29-30 janvier 2021 |      |
| 4 × 400 m        |                |                         |                                     |                 |                    |      |
| 5 000 m marche   | 19 min 17 s 45 | Vladimir Ostrovskiy     |                                     | Prague          | 23 février 1991    |      |

### Femmes
| Discipline       | Performance    | Athlète                 | Compétition                                      | Lieu         | Date            | Réf. |
| ---------------- | -------------- | ----------------------- | ------------------------------------------------ | ------------ | --------------- | ---- |
| 60 m             | 7 s 20         | Diana Vaisman           | Championnats du monde d'athlétisme en salle 2022 | Belgrade     | 18 mars 2022    |      |
| 200 m            | 24 s 05        | Irina Lenskiy           | Russian Winter                                   | Moscou       | 27 janvier 2002 |      |
| 400 m            | 55 s 34        | Olga Dor-Dogadko        | Flanders Indoor                                  | Gand         | 14 février 1999 |      |
| 800 m            | 2 min 7 s 46   | Sivan Auerbach          |                                                  | Fayetteville | 27 janvier 2024 |      |
| 1 500 m          | 4 min 23 s 14  | Adva Cohen              |                                                  | Boston       | 26 février 2023 |      |
| 3 000 m          | 8 min 48 s 11  | Selamawit Teferi        |                                                  | Val-de-Reuil | 14 février 2022 |      |
| 5 000 mètres     | 15 min 23 s 96 | Adva Cohen              |                                                  | Boston       | 7 décembre 2024 |      |
| 60 m haies       | 8 s 03         | Irina Lenskiy           | Russian Winter                                   | Moscou       | 27 janvier 2002 |      |
| Saut en hauteur  | 1,94 m         | Danielle Frenkel        | Championnats d'Europe en salle                   | Paris        | 5 mars 2011     |      |
| Saut à la perche | 4,35 m         | Naama Bernstein         |                                                  | Ostrava      | 3 février 2021  |      |
| Saut en longueur | 6,35 m         | Esther Roth             |                                                  | Tel-Aviv     | 10 février 1978 |      |
| Triple saut      | 14,49 m        | Hanna Knyazyeva-Minenko | Championnats d'Europe en salle                   | Prague       | 8 mars 2015     |      |
| Lancer du poids  | 16,78 m        | Annastasia Muchkaev     | Jayhawk Classic                                  | Lawrence     | 25 janvier 2013 |      |
| Pentathlon       | 3 993 points   | Marina Lippis           |                                                  | Minsk        | 18 février 1999 |      |
| 4 × 400 m        |                |                         |                                                  |              |                 |      |
| 3 000 m marche   | 15 min 19 s 4  | Dorit Attias            |                                                  | Princeton    | 7 janvier 1990  |      |